# Ноћна потера
Ноћна потера (енгл. Run All Night) је амерички акциони трилер филм из 2015. године у режији Жаумеа Колета Сера. Сценарио потписује Бред Инџелсби, док су продуценти филма Рој Ли, Мајкл Тадрос и Бруклин Вивер.  Музику је компоновао Junkie XL.
Насловну улогу тумачи Лијам Нисон као бивши извршитељ Џими Конлон, док су у осталим улогама Ед Харис, Џоел Кинаман, Винсент Д’Онофрио, Комон и Бојд Холбрук. Светска премијера филма је била одржана 13. марта 2015. у Сједињеним Америчким Државама. Филм такође представља трећу сарадњу између Лијама Нисона и Жаумеа Колета Сера након филмова Безимени из 2011. и Нон-стоп из 2014.
Буџет филма је износио између 50 и 61 600 000 долара, а зарада од филма је 71 600 000 долара.

## Радња
Прогоњен својом прошлошћу, ирски мафијашки плаћени убица Џими "Гробар" Конлон постао је љути пијанац. Његов син Мајкл "Мајк" Конлон, шофер и бивши професионални боксер који тренира дечаке без родитеља у локалној фискултурној сали, толико је згађен делима свог оца да одбија да га зове "тата" и да га упозна са својим двема ћеркама.
Џимијев стари бос и најближи пријатељ, Шон Магвајер, одбије понуду да дозволи продају албанског хероина на својој територији. Албанци захтевају да им Дени, Шонов син, коме је авансно плаћена повелика сума да среди дил, одмах врати новац. Мајк одвезе Албанце до Денијеве куће, али Дени и његов пријатељ преваре и упуцају Албанце, од којих један успе да побегне напоље, али га Дени докрајчи напољу. Очевици су Мајк и његов мали боксерски протеже Легс, који сними пуцњаву на свом мобилном телефону. Дени примети Мајка и покуша да га убије, али он побегне. Дени не примети малог Легса.
Џими, у Шоново име, захтева од Мајка да не пријави Денија, што овај одбије. Док одлази, Џими примети Денијев аутомобил и врати се унутра, где затекне Денија у покушају да упуца Мајка. Џими предухитри Денија и упуца га, а потом назове Шона да га обавести да му је убио сина. Шон пошаље двојицу корумпираних полицајаца да покупе Мајка и убију га, али га Џими спасе и упуца једног од корумпираних полицајаца пре него што одведе Мајка његовој породици.
Џими се састане са Шоном у старом ирском ресторану покушавајући да га одговори од крвне освете, рекавши да је Дени први покушао да убије Мајка, као и да ће можда морати да разговара са Полицијом Њујорка (NYPD) о својој криминалној прошлости. Шон каже да полицију није брига за његове информације и саопшти Џиму да ће убити Мајка и његову породицу, а потом пустити Џимија да умре.
Џими пошаље Мајкову породицу у удаљену колибу, а Мајка поведе са собом да се домогну доказа његове невиности, али их Ендру Прајс, плаћени убица којег је унајмио Шон, пресретне први. Џими успева да га савлада, али је рањен у борби. Џими касније контактира детектива Хардинга, јединог полицајца у којег има поверења. Хардинг каже да очевици тврде да је Мајк тај ко је пуцао, а не Дени. Џими склопи погодбу са Хардингом: доказаће да је Мајк невин, а затим ће се предати са списком свих људи које је побио у својој мафијашкој каријери.
Њих двојица се сакрију у стану Џимијевог брата Едија. Сазнавши ко је Мајку за петама, разјарени Еди открије да је Џими одан искључиво Шону - да је својевремено убио рођеног братанца да би га спречио да сведочи против Шона и да ће исто то учинити и Мајку. Згађен и потпуно изгубивши поверење у свог оца, Мајк се врати својој породици. Џими понуди Шону последњу прилику да одустане од крвне освете, али овај неће ни да чује. Џими нападне Шоново скровиште и убије и њега и његову банду. Истовремено, Легс посети Хардинга са видео-снимком убиства другог Албанца, а Хардинг да Денијев пиштољ на балистичку проверу да би потврдио видео-запис.
Мајк стигне у колибу и обавести полицију о својој локацији. Убрзо стигне и Џими, а Мајк га коначно упозна са његовим унукама. Појави се и Прајс и нападне колибу, упуца Џимија, а потом се да у потеру за Мајком и његовом породицом. У тренутку када Прајс нанишани Мајка ласерским нишаном, тешко рањени Џими ипак успева да га упуца из пушке. Полиција стигне и потврди да је Легсов видео-снимак ослободио Мајка свих оптужби, док Џими подлегне ранама, држећи у руци списак својих прошлих жртава за Хардинга, као што је и обећао.
Напослетку, Мајк се враћа свом послу боксерског тренера и шофера и живи срећно са својом породицом. Он са зебњом погледа фотографију себе и Џимија од пре много година пре него што крене на посао.

## Улоге
| Глумац            | Улога            |
| ----------------- | ---------------- |
| Лијам Нисон       | Џими Конлон      |
| Ед Харис          | Шон Магвајер     |
| Џоел Кинаман      | Мајк Конлон      |
| Винсент Д’Онофрио | детектив Хардинг |
| Комон             | Ендру Прајс      |
| Бојд Холбрук      | Дени Магвајер    |